# Talen Horton-Tucker
Talen Horton-Tucker, né le 25 novembre 2000 à Chicago dans l'Illinois, est un joueur américain de basket-ball évoluant au poste d'arrière. Il mesure 1,90 m.

## Biographie

### Carrière universitaire
Entre 2018 et 2019, il joue pour les Cyclones d'Iowa State.

### Carrière professionnelle

#### Lakers de Los Angeles (2019-2022)
Le 20 juin 2019, Talen Horton-Tucker est drafté au second tour en 46e position de la draft NBA 2019 par le Magic d'Orlando mais ses droits sont échangés aux Lakers de Los Angeles.
Le 15 juillet 2019, il signe pour deux saisons avec les Lakers de Los Angeles.
Entre le 29 octobre 2019 et le 12 mars 2020, il est envoyé plusieurs fois en G-League chez les Lakers de South Bay.
Agent libre restreint lors du marché des agents libres de 2021, Talen resigne avec les Lakers pour un contrat de 32 millions sur trois ans.

#### Jazz de l'Utah (2022-2024)
Il est transféré vers le Jazz de l'Utah pendant l'intersaison 2022 avec Stanley Johnson contre Patrick Beverley.

## Statistiques

### Universitaires
| Saison    | Équipe     | Matchs | Titul. | Min./m | % Tir | % 3pts | % LF | Rbds/m. | Pass/m. | Int/m. | Ctr/m. | Pts/m. |
| --------- | ---------- | ------ | ------ | ------ | ----- | ------ | ---- | ------- | ------- | ------ | ------ | ------ |
| 2018-2019 | Iowa State | 35     | 34     | 27,2   | 40,6  | 30,8   | 62,5 | 4,86    | 2,34    | 1,29   | 0,66   | 11,83  |
| Total     | Total      | 35     | 34     | 27,2   | 40,6  | 30,8   | 62,5 | 4,86    | 2,34    | 1,29   | 0,66   | 11,83  |

### Professionnelles
| Champion NBA |

gras = ses meilleures performances

#### Saison régulière
| Saison    | Équipe      | Matchs | Titul. | Min./m | % Tir | % 3pts | % LF | Rbds/m. | Pass/m. | Int/m. | Ctr/m. | Pts/m. |
| --------- | ----------- | ------ | ------ | ------ | ----- | ------ | ---- | ------- | ------- | ------ | ------ | ------ |
| 2019-2020 | L.A. Lakers | 6      | 1      | 13,5   | 46,7  | 30,8   | 50,0 | 1,17    | 1,00    | 1,33   | 0,17   | 5,67   |
| 2020-2021 | L.A. Lakers | 65     | 4      | 20,1   | 45,8  | 28,2   | 77,5 | 2,60    | 2,80    | 1,00   | 0,30   | 9,00   |
| 2021-2022 | L.A. Lakers | 60     | 19     | 25,2   | 41,6  | 26,9   | 80,0 | 3,22    | 2,65    | 0,98   | 0,48   | 9,95   |
| 2022-2023 | Utah        | 65     | 20     | 20,2   | 41,9  | 28,6   | 75,0 | 3,23    | 3,78    | 0,63   | 0,45   | 10,74  |
| 2023-2024 | Utah        | 51     | 11     | 19,8   | 39,6  | 33,0   | 80,7 | 2,37    | 3,47    | 0,88   | 0,37   | 10,12  |
| 2024-2025 | Chicago     | 58     | 0      | 12,5   | 45,7  | 33,6   | 73,5 | 1,72    | 1,43    | 0,36   | 0,19   | 6,53   |
| Total     | Total       | 305    | 55     | 19,5   | 42,7  | 29,9   | 77,1 | 2,62    | 2,79    | 0,78   | 0,36   | 9,21   |

Mise à jour le 25 juillet 2025

#### Playoffs
| Saison | Équipe      | Matchs | Titul. | Min./m | % Tir | % 3pts | % LF | Rbds/m. | Pass/m. | Int/m. | Ctr/m. | Pts/m. |
| ------ | ----------- | ------ | ------ | ------ | ----- | ------ | ---- | ------- | ------- | ------ | ------ | ------ |
| 2020   | L.A. Lakers | 2      | 0      | 8,5    | 50,0  | 40,0   | 0,0  | 2,50    | 0,00    | 1,00   | 0,00   | 7,00   |
| 2021   | L.A. Lakers | 4      | 0      | 12,0   | 45,8  | 20,0   | 60,0 | 3,50    | 0,50    | 0,30   | 0,00   | 6,50   |
| Total  | Total       | 6      | 0      | 10,8   | 47,2  | 30,0   | 60,0 | 3,20    | 0,30    | 0,50   | 0,00   | 6,70   |

Mise à jour le 26 septembre 2021

## Records sur une rencontre en NBA
Les records personnels de Talen Horton-Tucker en NBA sont les suivants, :
| Type de statistique        | Saison régulière | Saison régulière           | Saison régulière | Playoffs | Playoffs             | Playoffs          |
| Type de statistique        | Record           | Adversaire                 | Date             | Record   | Adversaire           | Date              |
| -------------------------- | ---------------- | -------------------------- | ---------------- | -------- | -------------------- | ----------------- |
| Points                     | 41               | @ Spurs de San Antonio     | 30 mars 2023     | 12       | Suns de Phoenix      | 3 juin 2021       |
| Paniers marqués            | 15               | @ Warriors de Golden State | 7 avril 2022     | 6        | Suns de Phoenix      | 3 juin 2021       |
| Paniers tentés             | 28               | @ Warriors de Golden State | 7 avril 2022     | 9        | 2 fois               | 2 fois            |
| Paniers à 3 points réussis | 6                |                            |                  | 1        | 3 fois               | 3 fois            |
| Paniers à 3 points tentés  | 11               | Spurs de San Antonio       | 30 mars 2023     | 3        | @ Rockets de Houston | 10 septembre 2020 |
| Lancers francs réussis     | 8                | @ Warriors de Golden State | 7 avril 2022     | 2        | @ Suns de Phoenix    | 1er juin 2021     |
| Lancers francs tentés      | 9                | @ Warriors de Golden State | 7 avril 2022     | 3        | @ Suns de Phoenix    | 1er juin 2021     |
| Rebonds offensifs          | 4                | 2 fois                     | 2 fois           | 1        | 2 fois               | 2 fois            |
| Rebonds défensifs          | 8                | @ Hornets de Charlotte     | 12 mars 2023     | 10       | @ Suns de Phoenix    | 1er juin 2021     |
| Rebonds totaux             | 12               | @ Bucks de Milwaukee       | 17 novembre 2021 | 11       | @ Suns de Phoenix    | 1er juin 2021     |
| Passes décisives           | 11               | 2 fois                     | 2 fois           | 1        | 2 fois               | 2 fois            |
| Interceptions              | 6                | Magic d'Orlando            | 12 décembre 2021 | 2        | @ Rockets de Houston | 10 septembre 2020 |
| Contres                    | 4                | Jazz de l'Utah             | 16 février 2022  | -        | -                    | -                 |
| Balles perdues             | 7                | Knicks de New York         | 11 mai 2021      | 2        | @ Suns de Phoenix    | 1er juin 2021     |
| Minutes jouées             | 39               | @ Bucks de Milwaukee       | 17 novembre 2021 | 19       | Suns de Phoenix      | 3 juin 2021       |

- Double-double : 8 (dont 1 en playoffs)
- Triple-double : 0

Dernière mise à jour : 20 décembre 2023